# 小叶秋海棠
小叶秋海棠（学名：Begonia parvula）为秋海棠科秋海棠属的植物，是中国的特有植物。分布在中国大陆的云南、贵州等地，生长于海拔980米的地区，一般生于岩石上。

## 别名
小秋海棠（中国高等植物图鉴补编）